# Imina
Una imina es un grupo funcional o compuesto orgánico con estructura general RR'C=NR'', donde R'' puede ser un H o un grupo orgánico, siendo en este último caso conocida también como base de Schiff.
Las iminas son el producto de condensación del amoníaco o una amina primaria con una cetona o un aldehído. 
De forma análoga al doble enlace de los alquenos, las iminas pueden presentar isomería Z/E. Cabe esperar que los criterios de estabilidad relativa de un isómero respecto al otro sean los mismos que con los alquenos (impedimento estérico).
Al igual que la tautomería ceto-enólica, también existe la tautomería imina-enamina con predominio de la primera (la imina).

## Síntesis
El mecanismo de formación de la imina, de manera simplificada, comienza con la adición nucleófila de la amina sobre el carbonilo electrófilo del aldehído o cetona, formándose un hemiaminal como intermedio, el cual a continuación pierde una molécula de agua para conducir a la imina.
La reacción habitualmente requiere catálisis ácida. Además al ser una reacción de equilibrio para desplazarla hacia producto hay que eliminar el agua del medio de reacción azeotrópicamente o mediante agentes deshidratantes.
La formación de iminas está favorecida cuando existe conjugación del doble enlace carbono-nitrógeno con algún sustituyente, típicamente grupos arilo. En estos casos la imina es relativamente estable.

## Reacciones
- La imina puede ser reducida a amina (aminación reductora).
- La imina puede ser hidrolizada con agua a los correspondientes compuestos carbonilo y amina.
- La imina reacciona con más amina a un aminal.
- La imina reacciona con CN- en la síntesis de Strecker de aminoácidos.
- Las sales de iminio resultantes de la protonación de iminas pueden ser intermedios, reaccionando con nucleófilos de tipo enol, en la reacción de Knoevenagel y en la reacción de Mannich.
- Esta reacción es un paso crucial en la síntesis de diversos heterociclos, tales como Síntesis de pirroles de Hantzsch, Síntesis de indoles de Bischler-Möhlau, Síntesis de indoles de Nenitzescu, Síntesis de piridina de Hantzsch, síntesis de piridonas de Guareschi-Thorpe, Síntesis de quinolinas de Conrad-Limpach, Síntesis de quinolinas de Doebner, Síntesis de tetrahidroisoquinolinas de Pictet-Spengler, Reacción de Pictet-Spengler, Síntesis de isoquinolinas de Pomeranz-Fritsch, Síntesis de imidazoles de Debus-Radziszewski, Síntesis de Staedel-Rugheimer, Síntesis de Gutknecht, síntesis de quinoxalinas.